# Troy Van Leeuwen
Troy Van Leeuwen (Los Angeles, Californië, 5 januari 1970) is een Amerikaanse muzikant die lapsteelgitaar, elektrische gitaar, keyboards en soms basgitaar speelt bij Queens of the Stone Age.

## Loopbaan
Van Leeuwen begon zijn carrière in zijn eerste band Jester met zanger Eric Book en speelde gitaar in Failure, 60 Cycle en A Perfect Circle voordat hij in 2002 bij Queens of the Stone Age kwam. Van Leeuwen heeft ook een eigen band, Enemy, waarvan hij zanger-gitarist is.
Van Leeuwen speelde bovendien als sessiegitarist bij Depeche Mode, Orgy, Deadsy, Korn, Limp Bizkit en Snow Patrol.

## Bespeelde gitaren (selectie)
- Yamaha SA503 TVL
- Yamaha AES1500
- Gibson Les Paul Classic 1960
- Fender Jaguar
- Fender Telecaster '72 Custom (versie met één humbucker en single-coil)
- Fender Jazzmaster Classic Player
- Squier Jagmaster

- International Standard Name Identifier: 0000 0000 5858 3684
- MusicBrainz: c86e7166-b894-4f90-b713-974ab2e1c2ce
- Nationale Bibliotheek van Tsjechië: xx0087097
- Virtual International Authority File: 85878859